# Mariborski pozdravi
Mariborski pozdravi so album Pihalnega orkestra KUD Pošta Maribor, ki je izšel ob 60-letnici delovanja ansambla na vinilni plošči, glasbeni kaseti in CD plošči leta 1991 pri avstrijski založbi Adler Musikverlag.

## O albumu
Album nosi naslov po istoimenskem valčku Otta Hartmana (posnetek A2).
Na ovitku albuma (oziroma v knjižici) je predstavitev orkestra ob jubileju.

## Seznam posnetkov
| Stran A | Stran A                                     | Stran A        | Stran A  | Stran A |
| Št.     | Naslov                                      | Glasba         | Priredba | Dolžina |
| ------- | ------------------------------------------- | -------------- | -------- | ------- |
| 1.      | „Festliche Musik‟                           | R. Bodingbauer |          | 0:59    |
| 2.      | „Mariborski pozdravi‟                       | O. Hartman     |          | 2:43    |
| 3.      | „Birkhahn Walzer‟                           | H. Raich       |          | 3:56    |
| 4.      | „Romanze‟ (za trobento in pihalni orkester) | H. Nieswandt   |          | 3:50    |
| 5.      | „Tiroli tirola‟                             | V. Štrucl      |          | 3:26    |
| 6.      | „Spaziergang im Wald‟ (Charakterstück)      | K. Müllbauer   | L. Jörgo | 4:26    |
| 7.      | „Naš orkester‟                              | M. Sajovic     |          | 3:54    |
| 8.      | „Ostal sem sam‟                             | T. Neuvirt     |          | 2:58    |
| 9.      | „Lojtrca‟                                   | V. Štrucl      |          | 1:48    |

| Stran B         | Stran B                     | Stran B         | Stran B |
| Št.             | Naslov                      | Glasba          | Dolžina |
| --------------- | --------------------------- | --------------- | ------- |
| 1.              | „Mariborska pošta‟          | E. Hartman st.  | 2:10    |
| 2.              | „Jubiläums Choral‟          | R. Bodingbauer  | 2:05    |
| 3.              | „Alpen-Adria Marsch‟        | H. Oberortner   | 2:06    |
| 4.              | „Schöne Welt‟ (fantazija)   | H. Nieswandt    | 6:13    |
| 5.              | „Po Savci, po Dravci‟       | V. Štrucl       | 2:58    |
| 6.              | „Teampolka‟ (za 3 trobente) | H. Raich        | 3:21    |
| 7.              | „Stari godec‟               | V. Štrucl       | 4:31    |
| 8.              | „Samba Exquisit‟            | H. Eibl         | 3:58    |
| Skupna dolžina: | Skupna dolžina:             | Skupna dolžina: | 56:02   |

## Sodelujoči

### Pihalni orkester KUD Pošta Maribor
- Ervin Hartman – dirigent

### Solist
- Vlado Jurc – trobenta na posnetku A4

### Produkcija
- Peter Stevcic – snemanje in urejanje
- Andrea Hauser – asistent
- Werbeagentur K&S Bad Aussee – ovitek
- Breda Varl – oblikovanje